# ادرا کوردال
ادرا کوردال (انگلیسی: Edera Cordiale; ۳۰ ژانویهٔ ۱۹۲۰ – ۴ آوریل ۱۹۹۳) پرتاب‌گر دیسک اهل ایتالیا بود.